# Jang Jong-nam
Đại tướng Jang Jong-nam (Hán Việt: Trương Chính Nam) là một cựu chính khách và tướng lĩnh của Cộng hòa Dân chủ Nhân dân Triều Tiên. Ông từng giữ chức Bộ trưởng Bộ Vũ trang Nhân dân. Ông được cho là đã ngoài 50 tuổi.

## Nghề nghiệp
Jang được tin là đã đóng một vai trò trong cuộc pháo kích Yeonpyeong, làm chết 4 người.
Jang được thăng hàm Thượng tướng trong dịp kỷ niệm 99 năm ngày sinh của Kim Il-sung vào tháng 4 năm 2011. Ông đã đọc một diễn văn phát biểu về những kỷ niệm đầu tiên của Kim Jong-il trong lễ tang của ông này vào tháng 12 năm 2012, cam kết lòng trung thành với Kim Jong-un. Ông được xác định đã đực thăng hàm Đài tướng và là tư lệnh Quân đoàn 1 của Quân đội Nhân dân Triều Tiên vào dịp đó.
Jang bất ngờ đã chỉ định làm Bộ trưởng Bộ Vũ trang Nhân dân vào đầu tháng 3 năm 2013. Ông là người thứ ba đảm nhiệm vị trí Bộ trưởng Quốc phòng, được bổ nhiệm bởi Kim Jong-un sau khi nắm quyền kiểm soát Bắc Triều Tiên kể từ tháng 11 năm 2011 (Kim Jong-il chỉ thay thế 2 Bộ trưởng Quốc phòng trong suốt 17 năm nắm quyền). Ông đã bị thay thế vào tháng 6 năm 2014.